# Gustav Marek
Gustav Marek (* 13. Juli 1840 in Kaschau; † 13. Mai 1896 in Königsberg (Preußen) oder Kortau) war ein deutscher Pflanzenbauwissenschaftler.

## Leben
Marek, Sohn eines kaiserlichen Rates, besuchte die Landwirtschaftliche Lehranstalt in Tetschen-Liebwerd (Böhmen) und war nach mehrjähriger Tätigkeit auf Gutsbetrieben seit 1866 als Lehrer an dieser Schule tätig. Zwischenzeitlich unternahm er ausgedehnte Studienreisen in europäische Nachbarländer. Seit 1871 studierte er Landwirtschaft, zunächst an der Universität Leipzig, ab 1872 an der Universität Halle, wo er 1874 bei Julius Kühn mit einer hervorragenden Dissertation über die Keimphysiologie landwirtschaftlichen Saatgutes promoviert wurde. Mit dieser Dissertation, die in erweiterter Form ein Jahr später unter dem Titel Das Saatgut und dessen Einfluss auf Menge und Güte der Ernte als Buch erschien, begründete er seinen wissenschaftlichen Ruf. Von 1875 an lehrte er als Privatdozent an der Hochschule für Bodenkultur in Wien und seit 1876 an der Universität Halle/Saale.
1878 folgte Marek einem Ruf als außerordentlicher Professor für Landwirtschaft an die Universität Königsberg. Nach dem Vorbild seines Lehrers Julius Kühn gründete er ein landwirtschaftliches Universitätsinstitut. Sein Lehr- und Forschungsschwerpunkt war der Pflanzenbau. Die Ergebnisse von Anbauversuchen mit Zuckerrüben und Kartoffeln in verschiedenen Regionen Ostpreußens veröffentlichte er  in einer von ihm herausgegebenen Schriftenreihe (Mittheilungen aus dem landwirthschaftlich-physiologischen Laboratorium und landwirthschaftlich-botanischen Garten des landwirthschaftlichen Instituts der Universität Königsberg). Umfangreiche Dauerversuche über die Wirksamkeit von Phosphat-Düngemitteln hat er 1889 in einer von der Liebig-Stiftung gekrönten Preisschrift beschrieben.
Marek starb nach unterschiedlichen Angaben entweder in Königsberg oder in der Provinzial-Heil- und Pflegeanstalt Kortau, wo er aufgrund einer Erkrankung seine letzten Lebensjahre verbracht hatte.

## Schriften
- Das Saatgut und dessen Einfluss auf Menge und Güte der Ernte. Verlag von Carl Gerold’s Sohn Wien 1875.
- Die Ergebnisse der Versuche und Untersuchungen über den Zuckerrübenbau mit spezieller Berücksichtigung der Verhältnisse in Ostpreussen. Mittheilungen aus dem landwirthschaftlich-physiologischen Laboratorium und landwirthschaftlich-botanischen Garten des landwirthschaftlichen Instituts der Universität Königsberg Heft 1, Königsberg i. Pr. 1882.
- Ueber den relativen Düngewerth der Phosphate mit besonderer Rücksicht auf Thomasschlacke, Knochenmehl, Peruguano und Koprolithenmehl. Eine von der Liebig-Stiftung bei der Königlichen Bayrischen Akademie der Wissenschaften in München gekrönte Preisschrift. G. Schönfeld’s Verlagsbuchhandlung Dresden 1889.